# ゴキちゃん
『ゴキちゃん』は、須賀原洋行によるギャグ漫画作品。『コミックボンボン』（講談社）において連載された。
過去にも『気分は形而上』の非4コマスピンオフ作品として同タイトルの漫画を『アフタヌーン』に発表している。
文字通り、人並みの知性を持ったゴキブリである「ゴキちゃん」と触れ合う家族を中心に物語が展開する。作中では、虫に関する知識や、変わった害虫の駆除方法といったものも描かれている。

## ストーリー

### アフタヌーン版
『気分は形而上』1巻から掲載が始まった。田中家に居候している「ゴキちゃん」と、田中さん夫婦、ゴキちゃんの仲間達を中心とした話である。

## 登場人物

### アフタヌーン版
ゴキちゃん
田中家に住み着いているゴキブリ。3年前までうああ公園のホームレスに飼われていた。
田中家
ゴキちゃんを飼っている家。最初はゴキちゃんだけだったがゴキちゃんの友達であるアリやクモも住み着くようになった。
ヨシエ
ゴキちゃんを飼っている田中家の妻で専業主婦。怒ると目が巨大化するが、後には旦那がどこで何をしているかまで分かるレーダー機能も備わるようになった。
旦那
ゴキちゃんを飼っている田中家の家長で週6日制で働くサラリーマン。
ホームレス
3年前ゴキちゃんを飼っていたホームレスの男性。うああ公園に住むホームレスだが自分なりの信念を持って行動しているようであり、3年前、ヨシエと結婚するべきか悩んでいた旦那に「生身のままで生きていることはすばらしいことだ」と諭す。しかし、その直後病気で死んでしまった。
川又さん

### コミックボンボン版
ゴキちゃん
ケンタの家で飼われているゴキブリ。温厚で物分りが良いが、負けず嫌いな性格で他の虫と比較される事を極端に嫌う。
ゴキブリながら知性が高く、中学年程度の問題なら簡単に解いてしまうほどで、家の手伝いもこなすことができる。
当初は家族に内緒で飼われていたが、母親に存在がばれてやむなく家出をするも、しかしその途中事故にあった親子を仲間を集めて救ったことから母親公認で飼われることになった。
その後も国家レベルで存在が認知されるようになり、太蔵に攫われた際には救出に機動隊を動員されたり、あるいは首相に軍事的協力を求められたこともある。
ゴキちゃんいわく9999999年前までゴキブリが地球を支配していたとされ、ピラミッドもゴキブリが建造したものらしい。
ケンタ
ゴキちゃんの飼い主である小学生。将来は昆虫博士になるのが夢。
勉強は苦手だが、虫関係の項目にはとても熱心。ヴァンダムのポスター集めが趣味。
おかあさん
ケンタの母親。性格は天然ボケ気味だが大の虫嫌い。しかしとある一件からゴキちゃんを飼うのを認めるようになる。
少しずつゴキちゃん達に慣れてはいってるもの時折反射的にゴキちゃんを駆除しようとすることがある。
おとうさん
ケンタの父親。度量の深い性格で最初からケンタがゴキちゃんを飼っているのを知っていた。
難治性の関節症に悩んでいたがヒル療法である程度改善した。
アシダカグモ
ゴキちゃんの害虫仲間。ゴキちゃんと共に家に住み付くようになる。
おかあさんの要望にあわせて生活様式を変えてみたり、またおかあさんの趣味であるレース編みの先生代わりを勤めたり（一度酔っ払った状態で編んだレース作品がコンクールで入賞したことがある）と、ゴキちゃんに次いで人間との生活に馴染んでいる。
本来アシダカグモはゴキブリの天敵であり、糸を出して巣を張ることもない。
ゲジ
ゴキちゃんの害虫仲間。ゴキちゃんと共に家に住み付くようになる。
一度おかあさんに好かれようといろいろ形態を工夫してみたがどれも気持ち悪いと却下されている。
アシダカグモ同様本来はゴキブリの天敵である。
ガ
ゴキちゃんの害虫仲間。ゴキちゃんと共に家に住み付くようになる。
自分をチョウと比較して、なんとか万人受けしようと努力したが挫折した。
カマドウマ
ゴキちゃんの害虫仲間。ゴキちゃんと共に家に住み付くようになる。
ケンタやゴキちゃんと遊ぶ時以外はあまり登場しない。
ナメクジ
ゴキちゃんの害虫仲間。ゴキちゃんと共に家に住み付くようになる。
サザエの殻に入ることでカタツムリの真似をして万人受けを狙った。
ハエ
ゴキちゃんの害虫仲間。ゴキちゃんと共に家に住み付くようになる。
自分の子供がマゴットセラピーに使われていると知らず、医療機関から連絡を受けた際には誘拐事件かと勘違いしたことがある。
先生
ケンタのクラスの担任を勤める女性教師。極度の近眼なのでコンタクトを入れている。虫が嫌いで多足動物を長時間見ていると気絶する。
ゴキちゃんが自分のクラスに特別入学する事になったため、その対応に四苦八苦することになる。
虫賀田部太蔵
大変な資産家にして虫料理愛好家。
人間に飼われているゴキちゃんの存在を知り、誘拐して食べようとしたが、すんでの所で警官隊によって逮捕された。
釈放された後、巨大ロボゴキンダムを作り、ゴキちゃんに世界征服の手伝いをさせようと目論んだが、ゴキちゃん自身の手で阻止された。
ショウゴ
ケンタのクラスメートでお金持ち。
珍しいゴキブリをたくさん飼っており、家にはそれを戦わせるための特設リングも作っている。
ナンベイオオチャバネゴキブリ、ヨロイモグラゴキブリ、マダガスカルオオゴキブリ
ショウゴの家で飼われている世界最大級のゴキブリ達。
この中でオオチャバネゴキブリが、ケンタに連れられて遊びに来たゴキちゃんと戦うことになり、巨大な体でゴキちゃんを圧倒したが体の下に潜り込まれてのくすぐり攻撃を受けてホールドされてしまった。
おばあちゃん
名古屋在住のケンタの祖母。
害虫退治のプロフェッショナルで、害虫の生態に関する知識も詳しい。
ケンタ達がゴキちゃんを連れて帰省した際、最初はゴキちゃんを捕まえて処分しようとしたがケンタ一家の説得を受けてしぶしぶ飼育を認める。
ゴキ博士
頭にゴキブリの触角の飾りをつけた謎の人物。
要所要所に現れては、登場した単語の解説や昆虫の生態の説明をしていく。